# Reinaldo Pünder
 Reinaldo Ernst Enrich (Heribert) Pünder , né le 12 janvier 1939 à Berlin, Allemagne, et mort le 16 janvier 2011 Coroatá dans l'État de Maranhão, Brésil, est un prélat catholique allemand au Brésil.

## Biographie
Pünder est ordonné prêtre en Allemagne en 1964. Pünder est membre du mouvement des Focolari et prêtre de Fidei Donum à Palmares dans l' État de Pernambouc  au Brésil et  vicaire général du diocèse de Palmares.  En 1978 il est nommé évêque de Coroatá.

## Sources
- Profil sur Catholic hierarchy